# Salvelinus alpinus alpinus

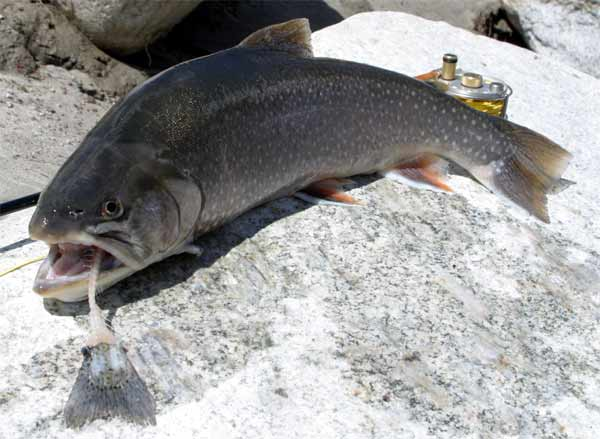
Salvelinu salpinus

Salvelinus alpinus alpinus es una subespecie de pez de la familia Salmonidae en el orden de los Salmoniformes.

## Morfología
Los machos pueden alcanzar 107 cm longitud total. y 15 kg de peso.
- Número de  vértebras: 62-68.[3]

## Alimentación
Las  poblaciones de agua dulce comen crustáceos planctónicos, anfípodos, moluscos, insectos  y peces hueso.

## Parásitos
Es parasitado por la tenia.

## Hábitat
Vive en zonas de  aguas dulces, salobres y marinas, de clima templado (4 °C-16 °C), y a una profundidad de 30-70 m.

## Distribución geográfica
Se encuentra en Europa (desde el norte de la  Atlántico hasta el sur de Noruega, el sur de Groenlandia e Islandia.

## Longevidad
Puede llegar a vivir 40 años.

## Amenazas medioambientales
Es muy sensible a la contaminación del agua.

## Interés comercial
Se comercializa fresco, ahumado, en conserva y congelado para ser cocinado al horno, al microondas, saltado, asado o frito.